# سوفوس لی
ماریوس سوفوس لی (به نروژی: Marius Sophus Lie) (li:) (۱۷ دسامبر ۱۸۴۲ – ۱۸ فوریه ۱۸۹۹) ریاضی‌دانی نروژی بود که به خاطر فعالیت‌هایش در زمینه تقارن و گروه لی مشهور است.